# John Dalli
John Dalli (ur. 5 października 1948 w Qormi) – maltański polityk, parlamentarzysta, działacz Partii Narodowej, długoletni minister w różnych resortach (1990–1996, 1998–2004, 2008–2010), w latach 2009–2012 komisarz europejski ds. zdrowia i ochrony konsumentów w Komisji Europejskiej pod przewodnictwem José Barroso.

## Życiorys
W młodości pracował w przedsiębiorstwie Malta Drydocks, które sfinansowało mu studia w Malta College of Arts, Science and Technology. Po zakończeniu edukacji był zatrudniony w agencji reklamowej oraz fabryce tekstyliów (m.in. jako jej przedstawiciel w Brukseli).
Działalność polityczną rozpoczął w 1971, wstępując do młodzieżówki Partii Narodowej (był członkiem jej zarządu). W latach 1979 i 1981 prowadził kampanię narodowców, bezskutecznie kandydując do parlamentu. W 1987 uzyskał mandat poselski, następnie reelekcję w kolejnych wyborach (1992, 1996, 1998, 2003 i 2008). W latach 1987–1990 pełnił funkcję wiceministra przemysłu, następnie ministra gospodarki (1990–1992), finansów (1992–1996), gospodarki i finansów (1998–2004) oraz spraw zagranicznych (2004). Z tego ostatniego stanowiska odszedł po kilku miesiącach, gdy wysunięto wobec niego (ostatecznie niepotwierdzone) zarzuty korupcji przy zamówieniach publicznych. W latach 2008–2010 ponownie był członkiem rządu jako minister polityki społecznej. W międzyczasie, w 2004, bez powodzenia ubiegał się o stanowisko przewodniczącego Partii Narodowej (wybory wygrał Lawrence Gonzi).
W listopadzie 2009 został rekomendowany przez rząd maltański na funkcję komisarza europejskiego. Przydzielono mu obszar zdrowia i ochrony konsumentów. Działalność na tym stanowisku rozpoczął po zatwierdzeniu składu Komisji Europejskiej przez Parlament Europejski w lutym 2010. 16 października 2012 John Dalli podał się do dymisji ze skutkiem natychmiastowym. Doszło do tego po raporcie Europejskiego Urzędu ds. Zwalczania Nadużyć Finansowych, w którym stwierdzono, że polityk miał wiedzieć o próbie przekupywania jednego z koncernów tytoniowych. John Dalli konsekwentnie zaprzeczał swojemu udziałowi w procederze korupcyjnym. Prowadzone na Malcie śledztwo nie doprowadziło do przedstawienia mu jakichkolwiek zarzutów.
Żonaty z Josette Dalli, mają dwie córki.